# Cantleya
Cantleya es un género con dos especies de plantas  perteneciente a la familia Stemonuraceae. Fue descrito por Henry Nicholas Ridley y publicada en The Flora of the Malay Peninsula  1: 436 en el año 1922. La especie tipo es Cantleya johorica Ridl..

## Especies
- Cantleya corniculata (Becc.) R.A.Howard
- Cantleya johorica Ridl.